# Pierre Victor de Besenval de Brünstatt
Pierre Victor de Besenval, barone de Brünstatt (Soleure, 17 ottobre 1721 – Parigi, 2 giugno 1791), è stato un generale francese, che allo scoppio della rivoluzione francese ricopriva l'incarico di comandante militare dell'Île-de-France, delle province vicine comprendenti il Berry, il Bourbonnais, il Maine, l'Orléanais, il Soissonnais e il Touraine, e della guarnigione di Parigi. Tentò senza successo, agli ordini del ministro della guerra Victor-François de Broglie, di reprimere l'insurrezione scoppiata nella capitale francese, dovendo infine lasciare Parigi. Con l'autorizzazione di Luigi XVI, lasciò Parigi per raggiungere la Svizzera ma, riconosciuto nei pressi di Provins, fu arrestato e imprigionato a lungo nel castello di Brie-Comte-Robert e infine, tre mesi dopo, il 6 novembre 1789, condotto a Parigi davanti al tribunale del Grand Châtelet, con l'accusa di tradimento contro la nazione. Grazie alla supplica dell'avvocato Raymond de Sèze, queste accuse furono ridotte a nulla e fu assolto il 1° marzo 1790.

## Biografia

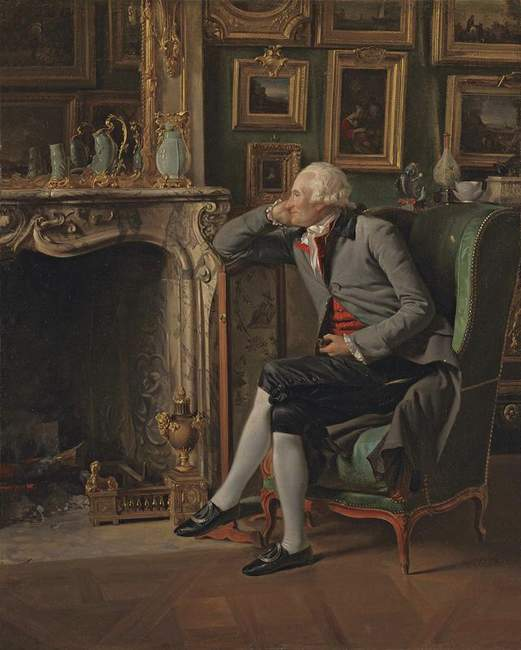
Il barone de Besenval nel suo salone di compagnia, dipinto di Henri-Pierre Danloux, 1791, olio su tela esposto presso la National Gallery a Londra.

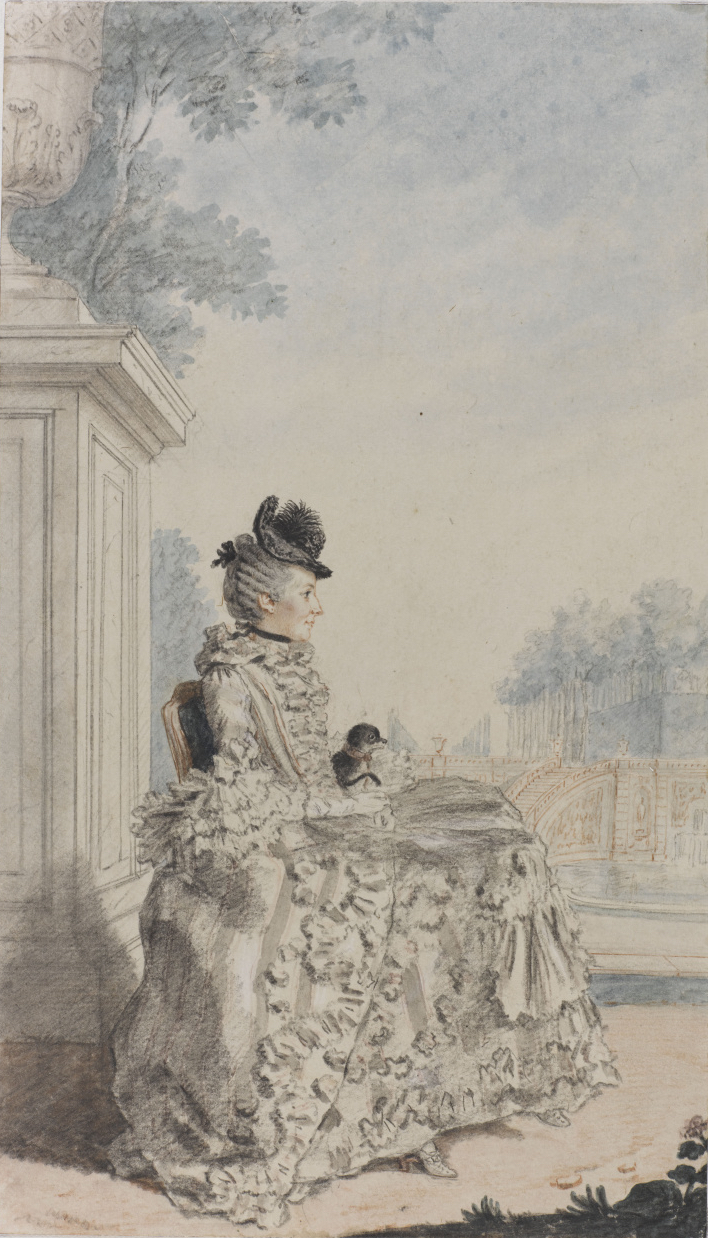
Ritratto di Louise-Anne-Madeleine de Vernon, marchesa di Ségur.

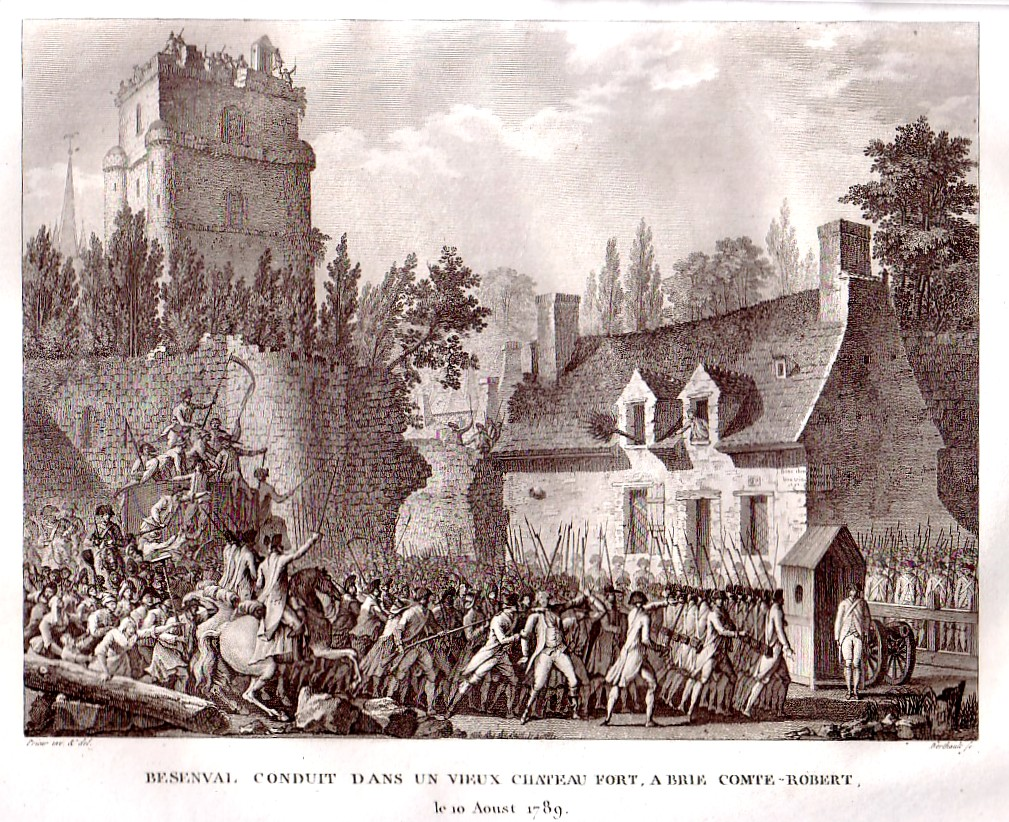
Besenval condotto al castello di Brie-Comte-Robert per esservi imprigionato, il 10 agosto 1789.

Nato Peter Joseph Viktor Besenval von Brunnstatt presso il castello di Waldegg a Soletta il 14 ottobre 1721, figlio di Jean Victor, colonnello del reggimento delle guardie svizzere e di Katarzyna Bielińska, figlia di Kazimierz Ludwik Bieliński e sorella di Franciszek Bieliński, tutti e due marescialli della corona in Polonia durante il regno di Stanislao Leszczyński, dove suo padre aveva servito come ambasciatore di Francia. Madame de Besenval divenne una figura importante alla corte francese da un giorno all'altro quando Luigi XV sposò Maria Leszczyńska, sua cugina. La terra di Brunstatt in Alsazia divenne quindi una baronia francese.
Trasferitosi in Francia all'età di cinque anni, educato da un precettore privato, all'età di dieci anni entrò come cadetto presso il Régiment des Gardes suisses, dove allora prestava servizio suo padre. Vessillifero nel Régiment des Gardes suisses nel 1733, si distinse in servizio presso l'Armée du Rhin nel corso delle campagne del 1734 e del 1735 della guerra di successione polacca, e fu proprietario nel 1736 e comandante nel 1738 della compagnia Besenval delle guardie svizzere.
Promosso capitano nel 1738, partecipò alla guerra di successione austriaca (1740-1748) venendo promosso brigadiere nel 1747. Aiutante di campo del duca Luigi Filippo I di Borbone-Orléans nel 1757, fu nominato Maresciallo di campo nel 1758, due anni dopo l'inizio della guerra dei sette anni. Si distinse particolarmente nel corso delle battaglie di Phillipsbourg (1734), Roucoux (1746), Lauffeldt (1747) e Clostercamp (1760).
Grazie alla protezione del suo amico, il duca Étienne François de Choiseul, fu nominato Ispettore generale delle guardie svizzere e grigionesi, corpo di fanteria indebolito da due lunghe guerre. Attuando vigorosamente le sue riforme, riuscì a ripristinare la situazione in breve tempo. Quando Luigi XV, passando in rassegna le truppe, si astenne dal constatare i progressi compiuti, Choiseul decise che, ogni anno, uno dei reggimenti svizzeri avrebbe avuto l'onore di sfilare davanti alla corte.
Nel 1760 contribuì in modo determinante alla riforma dell'esercito voluta dal duca de Choiseul. Promosso tenente generale nel 1762, fu governatore militare di Hagenau nel 1766, e divenne tenente colonnello della guardia svizzera nel 1767.
Quando Choiseul fu licenziato nel 1770, si dimise dal suo incarico e da quel momento in poi fu uno dei visitatori abituali del castello di Chanteloup, dove il ministro era in esilio. Nel 1767 acquistò l'Hôtel Chanac de Pompadour, attualmente l'ambasciata svizzera di Francia, in rue de Grenelle, dove fece apportare importanti trasformazioni per ospitare la sua collezione di dipinti. Nel 1782 fece costruire a Brongniart nel seminterrato un sontuoso bagno in marmo, decorato con rilievi di Clodion, che fece meravigliare tutta Parigi e che si dice sia stato utilizzato una sola volta. I bassorilievi furono spostati nel corso del XX secolo e sono oggi esposti in una sala al Museo del Louvre.
Cimentatosi come scrittore compose numerosi romanzi, tra cui Les Amants Soldiers e Spleen, saggi morali e filosofici, novelle, epistole poetiche, delle Pensées détachées, che rimangono una preziosa testimonianza della corte francese dell'epoca. Fu membro onorario dell'Accademia di pittura, disegnando molto bene e illustrò con umorismo la raccolta di Mémoires de l'Académie de Drevenich, una sorta di accademia gioiosa, erotica e letteraria di cui è uno dei fondatori nel 1760. Fu amante di Gabrielle de Polignac o dell'attrice Mademoiselle Clairon. Il suo grande amore fu Louise-Anne-Madeleine de Vernon de Beauval (1729-1778), figlia di un creolo di Santo Domingo sposata con il suo amico, Philippe Henri de Ségur, futuro Maresciallo di Francia. Dopo la morte di Luigi XV e l'ascesa al trono di Luigi XVI nel 1774, la sua posizione a corte fu rafforzata. La regina Maria Antonietta ne fece uno dei suoi compagni preferiti, tanto da essere ammesso nella cerchia privata della "Società della Regina".
Abile nel far parlare la sovrana, cercò di estorcerle segreti, come ad esempio nel novembre 1775 il nome del nuovo ministro della guerra. Il favore accordatogli dalla regina non tardò a declinare, senza dubbio a causa di un episodio raccontato da Jeanne Louise Henriette Campan nelle sue Mémoires. Un giorno il barone dovette intrattenersi segretamente con la regina su qualche affare di politica e Maria Antonietta lo ricevette in uno studio nei suoi "petits appartements". Prese questo fatto per delle avance mascherate e rimasto solo in presenza della regina, si sarebbe inginocchiato confessando la sua passione. Mria Antonietta confusa da tale audacia gli avrebbe detto solo, in un tono di rimprovero: Alzatevi, Monsieur, il Re ignorerà un torto che vi farebbe cadere in disgrazia per sempre. Dopo questo episodio, Maria Antonietta prese le distanze da lui, anche se continuò ad apparire nella sua cerchia di amici. Nelle sue Memoires della vita di corte sotto Luigi XVI, scrisse che, quando Maria Antonietta si allontanò da Gabrielle de Polignac, qualche anno prima della rivoluzione francese, la regina lo accontentava sempre, ma non le diceva più però che le cose erano state fatte, senza consultarlo su quelle che dovevano essere fatte.
Dalla sua posizione privilegiata, assistette all'agonia dell'ancien régime, cui rimase fedele fino alla morte. Pur essendo amante delle lettere, odiava l'Illuminismo e si oppose a Pierre-Augustin Caron de Beaumarchais quando quest'ultimo cercò di ottenere l'autorizzazione del re per far rappresentare Il matrimonio di Figaro. Nel 1781 fu nominato comandante in capo delle truppe e delle guarnigioni sul territorio francese.
Nel 1789, insignito della gran croce dell'Ordine di San Luigi, ricopriva la posizione di comandante militare dell'Île-de-France, delle province vicine comprendenti il Berry, il Bourbonnais, il Maine, l'Orléanais, il Soissonnais e il Touraine, e della guarnigione di Parigi, mentre il Régiment des Gardes françaises di stanza più vicino alla capitale era comandato dal duca Louis Marie Florent du Châtelet, cortigiano impopolare e poco apprezzato dalle sue truppe. Nel maggio 1789 ristabilì fermamente l'ordine nel Faubourg Saint-Antoine. Nonostante le sue suppliche, il governo rifiutò di rafforzare la guarnigione di Parigi, cosa che permise il saccheggio dell'hôtel des Invalides il 12 luglio, favorito ulteriormente dalla complicità dei soldati ivi presenti. Il 14 luglio 1789 comandò, agli ordini del duca Victor-François de Broglie, le forze armate inviate a Parigi per reprimere i moti di protesta. Commise poi l'errore di seguire l'ordine del maresciallo de Broglie quando, irritato dalla passività del governo, decise di ritirare le truppe da Parigi, cosa che incitò la popolazione a marciare sulla Bastiglia. I rivoltosi, che vedevano in lui l'anima della reazione, ne chiesero la testa.
Con l'autorizzazione di Luigi XVI, lasciò Parigi per raggiungere la Svizzera ma, riconosciuto nei pressi di Provins, fu arrestato, venendo poi salvato dal linciaggio grazie all'intervento di Jacques Necker. Venne imprigionato a lungo nel castello di Brie-Comte-Robert e infine, tre mesi dopo, il 6 novembre 1789, condotto a Parigi davanti al tribunale del Grand Châtelet, con l'accusa di tradimento contro la nazione. Fu accusato di aver voluto assediare Parigi e di aver istigato l'incendio della città e il massacro dei suoi abitanti. Grazie alla supplica dell'avvocato Raymond de Sèze, queste accuse furono ridotte a nulla e fu assolto il 1° marzo 1790. La sua salute era peggiorata con la prigionia, e si spense il 2 giugno 1791 nella sua residenza di Parigi.

### Annotazioni
1. ↑  La sua famiglia era originaria di Torgnon, Valle d'Aosta, che era stata socialmente elevata da re Luigi XIV e aveva ricevuto dall'imperatore Leopoldo I un titolo di barone del Sacro Romano Impero.
2. ↑  Il secondo figlio di Louise-Anne, il visconte Joseph Alexandre de Ségur (1756-1805), era, come noto, figlio di Besenval, al quale somigliava molto. Besenval gli lasciò in eredità la sua proprietà.

### Fonti
1. 1 2 3 4 5 6 7 8 9 10 11 12 13  Dizionario Storico della Svizzera.
2. 1 2 3  Calatayud 2021, p. 45.
3. 1 2 3 4 5 6  Nationalmuseum.
4. 1 2  Stamm 2015, pp. 102-103.
5. 1 2 3 4  Bouillet, Chassang 1878, p. 226.
6. ↑  Calatayud 2021, p. 46.
7. 1 2  Calatayud 2021, p. 47.
8. 1 2  Stamm 2015, pp. 150-151.
9. ↑  Clodion, 1738-1816, Paris, Réunion des musées nationaux, 1992.
10. ↑  Dinaux 1867, pp. 247-248.
11. ↑  «Portrait de Louise-Anne-Madeleine de Vernon», sito del musée du Louvre.
12. 1 2 3  Godsandfoolishgrandeur.
13. 1 2 3 4  Calatayud 2021, p. 48.
14. 1 2  Calatayud 2021, p. 51.
15. ↑  Calatayud 2021, p. 59.